# لیانژو
لیانژو (به لاتین: Lianzhou) یک county-level city در جمهوری خلق چین است که در کینگوان واقع شده‌است.

## خصوصیات
لیانژو ۲٬۶۶۳٫۳۳ کیلومترمربع مساحت و ۳۶۷٬۸۵۹ نفر جمعیت دارد.